# Úrvalsdeild kvenna 2021
La Úrvalsdeild kvenna 2021, indicata ufficialmente Pepsi Max deild kvenna 2021 per ragioni di sponsorizzazione, è stata la 50ª edizione della massima divisione del campionato islandese femminile di calcio. Organizzato dalla federazione calcistica islandese (KSÍ), il torneo è iniziato il 4 maggio e si è concluso il 12 settembre, con le campionesse in carica del Breiðablik a difendere il titolo. Il campionato è stato vinto dal Valur per la dodicesima volta nella sua storia.

## Stagione

### Novità
Dalla Úrvalsdeild kvenna 2020 sono stati retrocessi il FH Hafnarfjarðar e il KR Reykjavík, mentre dalla 1. deild kvenna sono stati promossi il Keflavík, tornato al campionato di vertice dopo un anno in cadetteria, e il Tindastóll, all'esordio in Úrvalsdeild.

### Formula
Le dieci squadre partecipanti si affrontano in un girone all'italiana con partite di andata e ritorno per un totale di 18 giornate. La prima classificata è campione d'Islanda ed è ammessa alla UEFA Women's Champions League 2022-2023 assieme alla seconda classificata. Le ultime due classificate sono retrocesse in 1. deild kvenna.

## Squadre partecipanti
| Club             | Città          | Stadio            | Stagione precedente         |
| ---------------- | -------------- | ----------------- | --------------------------- |
| Breiðablik       | Kópavogur      | Kópavogsvöllur    | 1º posto in Úrvalsdeild     |
| Fylkir           | Reykjavík      | Fylkisvöllur      | 3º posto in Úrvalsdeild     |
| ÍBV Vestmannæyja | Vestmannaeyjar | Hásteinsvöllur    | 8º posto in Úrvalsdeild     |
| Keflavík         | Keflavík       | Nettóvöllurinn    | 2º posto in 1. deild kvenna |
| Selfoss          | Selfoss        | Selfossvöllur     | 4º posto in Úrvalsdeild     |
| Stjarnan         | Garðabær       | Stjörnuvöllur     | 6º posto in Úrvalsdeild     |
| Tindastóll       | Sauðárkrókur   | Sauðárkróksvöllur | 1º posto in 1. deild kvenna |
| Þór/KA           | Akureyri       | Thórsvöllur       | 7º posto in Úrvalsdeild     |
| Þróttur          | Reykjavík      | Eimskipsvöllurinn | 5º posto in Úrvalsdeild     |
| Valur            | Reykjavík      | Vodafonevöllurin  | 2º posto in Úrvalsdeild     |

## Classifica finale
Fonte: sito ufficiale KSÍ.
|                    | Pos. | Squadra          | Pt | G  | V  | N | P  | GF | GS | DR  |
| ------------------ | ---- | ---------------- | -- | -- | -- | - | -- | -- | -- | --- |
| Islanda (bandiera) | 1.   | Valur            | 45 | 18 | 14 | 3 | 1  | 52 | 17 | +35 |
|                    | 2.   | Breiðablik       | 36 | 18 | 11 | 3 | 4  | 59 | 27 | +32 |
|                    | 3.   | Þróttur          | 29 | 18 | 8  | 5 | 5  | 36 | 34 | +2  |
|                    | 4.   | Stjarnan         | 27 | 18 | 8  | 3 | 7  | 23 | 27 | -4  |
|                    | 5.   | Selfoss          | 25 | 18 | 7  | 4 | 7  | 31 | 32 | -1  |
|                    | 6.   | Þór/KA           | 22 | 18 | 5  | 7 | 6  | 18 | 23 | -5  |
|                    | 7.   | ÍBV Vestmannæyja | 22 | 18 | 7  | 1 | 10 | 33 | 40 | -7  |
|                    | 8.   | Keflavík         | 18 | 18 | 4  | 6 | 8  | 16 | 26 | -10 |
|                    | 9.   | Tindastóll       | 14 | 18 | 4  | 2 | 12 | 15 | 32 | -17 |
|                    | 10.  | Fylkir           | 13 | 18 | 3  | 4 | 11 | 18 | 43 | -25 |

Legenda:
      Campione d'Islanda e ammesso in UEFA Women's Champions League 2022-2023.
      Ammesso in UEFA Women's Champions League 2022-2023.
      Retrocesso in 1. deild kvenna.
Note:
Tre punti a vittoria, uno a pareggio, zero a sconfitta.
In caso di arrivo di due o più squadre a pari punti, la graduatoria verrà stilata secondo i seguenti criteri:
- Differenza reti generale;
- Maggior numero di gol realizzati;
- Punti negli scontri diretti;
- Differenza reti negli scontri diretti;
- Maggior numero di gol realizzati in trasferta negli scontri diretti.

## Risultati

### Tabellone
|                  | Bre  | Fyl  | ÍBV  | Kef  | Sel  | Stj  | Tin  | TKA  | Thr  | Val  |
| ---------------- | ---- | ---- | ---- | ---- | ---- | ---- | ---- | ---- | ---- | ---- |
| Breiðablik       | –––– | 9-0  | 7-2  | 1-3  | 2-1  | 1-2  | 1-0  | 3-1  | 6-1  | 0-1  |
| Fylkir           | 0-4  | –––– | 1-2  | 1-1  | 3-4  | 1-2  | 2-1  | 1-2  | 1-1  | 1-5  |
| ÍBV Vestmannæyja | 4-2  | 5-0  | –––– | 1-2  | 2-1  | 3-1  | 2-1  | 1-2  | 1-2  | 2-4  |
| Keflavík         | 1-1  | 1-2  | 1-2  | –––– | 0-3  | 1-2  | 1-0  | 1-2  | 2-2  | 1-1  |
| Selfoss          | 0-4  | 0-0  | 6-2  | 1-0  | –––– | 3-1  | 1-3  | 1-1  | 2-2  | 1-2  |
| Stjarnan         | 3-3  | 1-0  | 3-0  | 0-0  | 2-1  | –––– | 0-1  | 1-1  | 1-5  | 0-2  |
| Tindastóll       | 1-3  | 2-1  | 2-1  | 0-1  | 0-0  | 1-2  | –––– | 1-2  | 1-1  | 0-5  |
| Þór/KA           | 2-2  | 0-0  | 1-1  | 0-0  | 0-2  | 0-1  | 1-0  | –––– | 1-3  | 1-3  |
| Þróttur          | 2-3  | 2-4  | 3-2  | 3-0  | 3-4  | 2-0  | 2-0  | 1-0  | –––– | 0-0  |
| Valur            | 3-7  | 1-0  | 1-0  | 4-0  | 5-0  | 2-1  | 6-1  | 1-1  | 6-1  | –––– |

## Statistiche

### Classifica marcatrici
Fonte: sito ufficiale e soccerway.com
| Gol |  |  | Giocatore                      | Squadra          |
| --- |  |  | ------------------------------ | ---------------- |
| 13  |  |  | Brenna Lovera                  | Selfoss          |
| 12  |  |  | Agla María Albertsdóttir       | Breiðablik       |
| 11  |  |  | Elín Metta Jensen              | Valur            |
| 8   |  |  | Hildigunnur Ýr Benediktsdóttir | Stjarnan         |
| 8   |  |  | Ólöf Sigríður Kristinsdóttir   | Þróttur          |
| 8   |  |  | Tiffany McCarty                | Breiðablik       |
| 7   |  |  | Aerial Chavarin                | Keflavík         |
| 7   |  |  | Katherine Amanda Cousins       | Þróttur          |
| 7   |  |  | Delaney Baie Pridham           | ÍBV Vestmannæyja |
| 7   |  |  | Þóra Björg Stefánsdóttir       | ÍBV Vestmannæyja |
| 7   |  |  | Viktorija Zaičikova            | ÍBV Vestmannæyja |